# Eino Kilpi

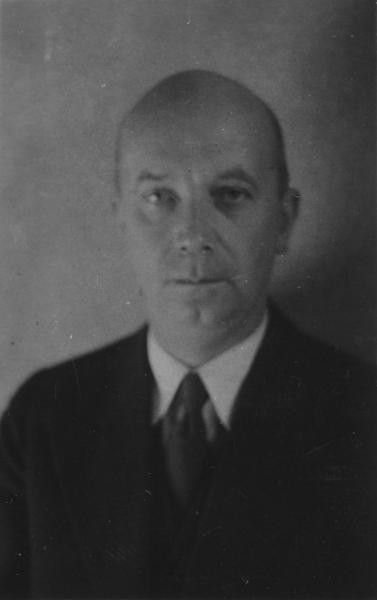
Eino Kilpi.

Juho Eino Kilpi, född 17 juni 1889 i Nystad, död 7 juni 1963 i Helsingfors, var en finländsk tidningsman och politiker. Han var gift med Sylvi-Kyllikki Kilpi.
Kilpi var chefredaktör för Kansan Lehti i Tammerfors 1920–1932 och därefter för det socialdemokratiska huvudorganet Suomen Sosialidemokraatti i Helsingfors tills han 1947 tvingades lämna denna tidning av politiska skäl. Kilpi, som ursprungligen tillhörde den progressiva borgerligheten, blev senare en av socialdemokraten Väinö Tanners mest trogna anhängare. Under fortsättningskriget började dock Kilpi att ta avstånd från Tanner. 
Kilpi var ledamot av Finlands riksdag 1930–1933 och 1948–1962. Han var socialminister 1945–1946, undervisningsminister 1946–1948 och samtidigt inrikesminister efter den så kallade Leinokrisen (Yrjö Leino) i maj 1948. Kilpi övergick till Demokratiska förbundet för Finlands folk (DFFF) 1948 och kandiderade för dem i presidentvalet 1956. Han erhöll då 18,7% av rösterna, vilket medverkade till Urho Kekkonens seger.